# Swen Swenson
Swen Swenson (Inwood, 23 gennaio 1932 – Los Angeles, 23 giugno 1993) è stato un ballerino e attore statunitense, noto soprattutto come interprete di musical a Broadway.

## Biografia
Nato e cresciuto in Iowa, Swen Swenson studiò danza alla School of American Ballet sotto la supervisione di Mira Rostova
Nel 1950 fece il suo debutto a Broadway nel musical Great to Be Alive!. Nei trent'anni successivi tornò a recitare e danzare a Broadway in una decina di spettacoli, ottenendo un particolare successo nel 1962 con il musical Little Me. Il musical, tratto dall'omonimo romanzo di Patrick Dennis, valse a Swenson una candidatura al Tony Award al miglior attore non protagonista e una vittoria ai Theatre World Award; l'anno successivo tornò a recitare nello spettacolo in occasione della prima londinese.
Dichiaratamente omosessuale, Swenson morì di AIDS a Los Angeles nel 1993.

## Filmografia (parziale)

### Cinema
- I raptus segreti di Helen (What's the Matter with Helen?), regia di Curtis Harrington (1971)
- Dieci scenette dal vostro show degli show (Ten from Your Show of Shows), regia di Max Liebman (1973)

### Televisione
- Camera Three - serie TV, 2 episodi (1977)
- Great Performances - serie TV, episodio 12x2 (1983)